# Langøya (Bømlo)
Ne doit pas être confondu avec Langøya, Langøya (Fitjar) ou Langøya (Os).
Langøya est une île norvégienne du comté de Hordaland appartenant administrativement à Bømlo.

## Description
Rocheuse et désertique, elle s'étend sur environ 449 m de longueur pour une largeur approximative de 121 m.  